# Mazóvia

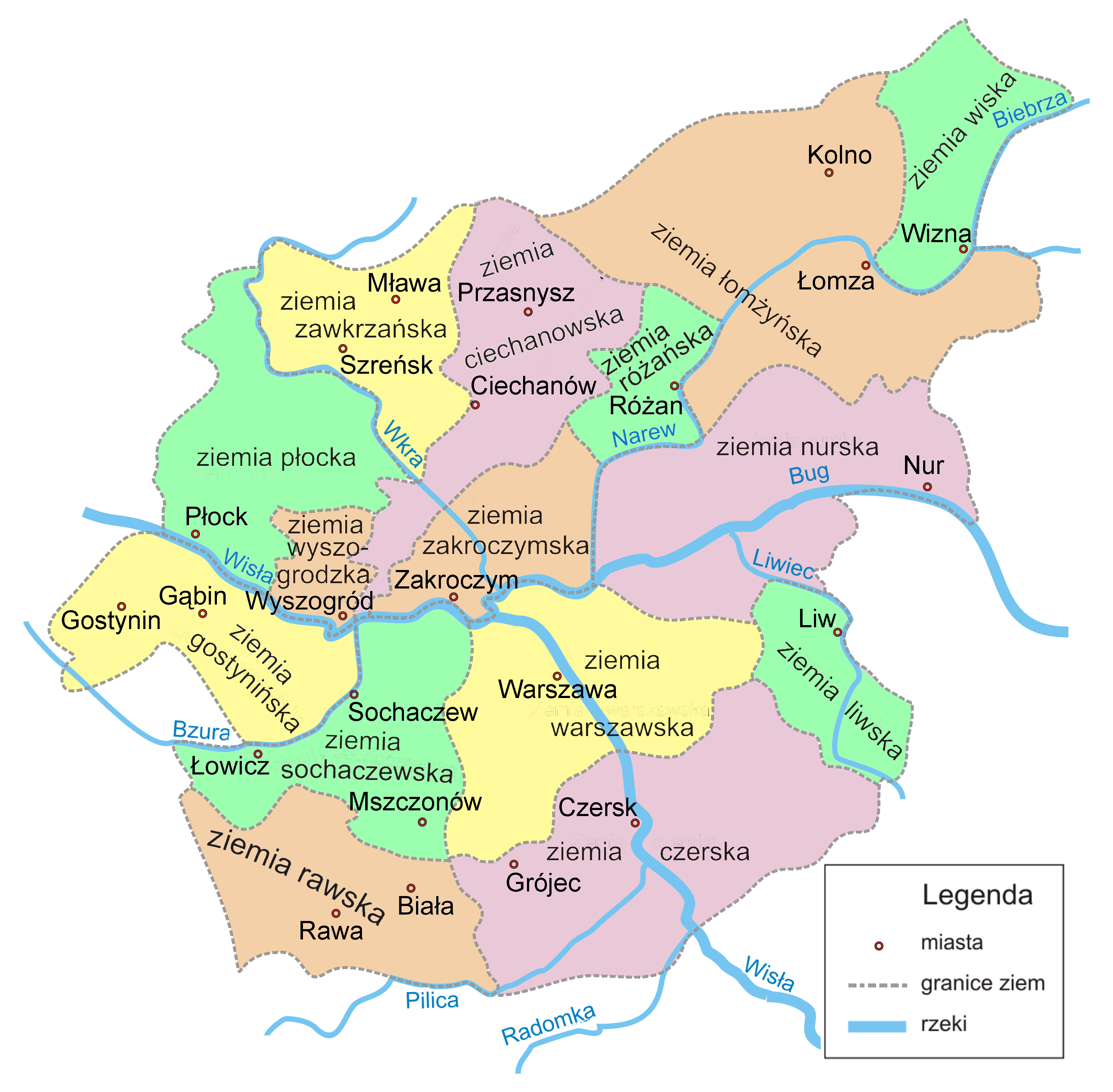
Mazóvia hagyományos felosztása, 13–18. század

Mazóvia egy történelmi országrész Lengyelországban és földrajzi régió a mai Lengyelországban, a Visztula középső folyásánál, valamint Lengyelország középső és északkeleti mellékfolyóinak vízgyűjtőjénél. Lengyel neve Mazowsze, németül Masowien. Nevét a mazurok szláv törzsről kapta. A kora középkori mazóviai település a Visztula bal partján foglalt helyet, a mai Rawa Mazowiecka környékén, innen népesítették be a folyó jobbparti részeit: északon a Skrwa és Narew között, s keleten a Bug partján és középen, a Narew mentén. Ebben az időben Mazóviában kizárólag nyílt települések (városfal nélkül) létesültek. Először a 10–11. században kezdték az első fallal körülvett városokat építeni, ez a tevékenység a polán törzs uralmához volt köthető.
A polánok nagy-lengyelországi államához már valószínűleg a 10. században hozzácsatolták Mazóviát. A Piast-dinasztia uralkodásának elején Mazóvia területén nem létesült külön egyházmegye, az északi területek a Gnieznói főegyházmegyéhez, a déli területek pedig a Poznańihoz tartoztak. Csak 1075-ben alakult meg a Płocki egyházmegye, mely korábban Gnieznóhoz tartozott. Mazóvia déli területe az egyházi szervezet 1124-es átszervezése eredményeképpen a Poznańi püspökségnél maradt az újonnan létrehozott Czerski érsekségben, mely 1406-tól Varsói főegyházmegye lett. A pogány felkelés zűrzavaros időszakában a mazóviai helytartó, Masław, akit még II. Mieszko Lambert nevezett ki, megkísérelt 1037–1047 között saját államot kiépíteni. Megújító Kázmér azonban, aki újjászervezte a Piast-birodalmat, vereséget mért rá a Visztula mentén lefolytatott csatában.
1138-ban Mazóvia Lengyelország felosztásakor Göndörhajú Boleszlávra jutott. A 13. század elején az országrész Mazóviai Konrádhoz került, Fehér Leszek öccséhez, és ettől az időtől kezdve oszthatatlan egészt képezett dinasztikus, politikai és jogi értelemben is. Ebben a korban már kialakult Mazóvia felosztása három területre: a rawai területre (lengyelül: ziemia rawska), a płocki területre (lengyelül: ziemia płocka) és a varsó–czerski területre (lengyelül: ziemia warszawska–czerska). 1374/1381-től 1429-ig ezen utóbbin I. János uralkodott, aki fővárosát Varsóba helyezte; sok várost és falut is alapított délnyugaton (Łomża közelében) amit az tett lehetővé, hogy elmúlt Litvánia fenyegetése a krevai unió létrejötte után.
Ahogy a mazóviai hercegek kihaltak, az egyes területek visszatértek a Koronához: a rawai 1462-ben, II. PŁocki Ulászló és IV. Ziemowit halála után, a pŁocki 1495-ben II. Płocki János halála után és a varsó–czerski 1526-ban. Miután Mazóvia visszatért a Koronához, megőrizte három részét: rawai vajdaság, płocki vajdaság és mazóviai vajdaság. A rawai vajdaság három részre tagozódott: rawai, sochaczewi és gostynini földre. A płocki vajdaság 8 járásból állt: Płock, Bielsko, Sierp, Płońsk, Szreńsk, Niedzborsk és Mława. A mazóviai vajdaság részei: Czersk, Varsó, Wiski, Wyszogrodzka, Zakroczyn, Ciechanów, Łomża, Różańsk, Liw és Nur.
A 16. században Mazóvia volt Lengyelország legnépesebb országrésze.

## Városai

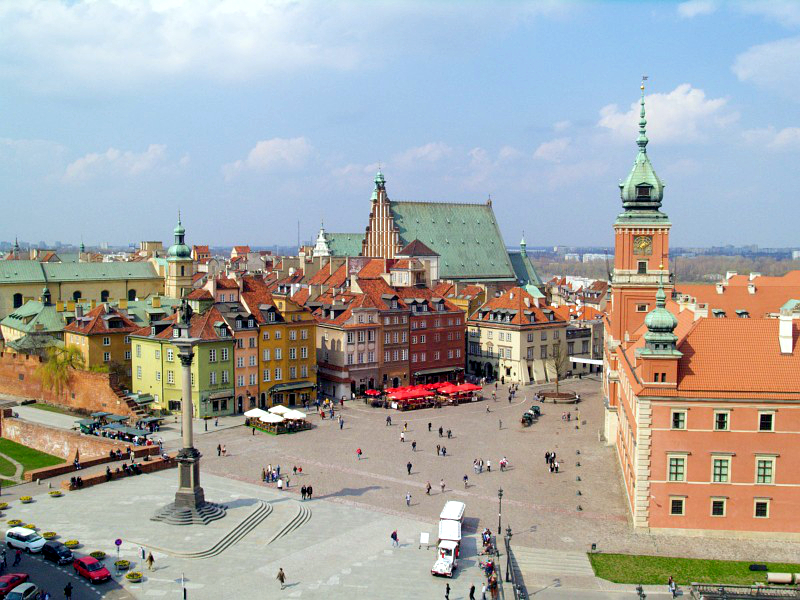
Varsó

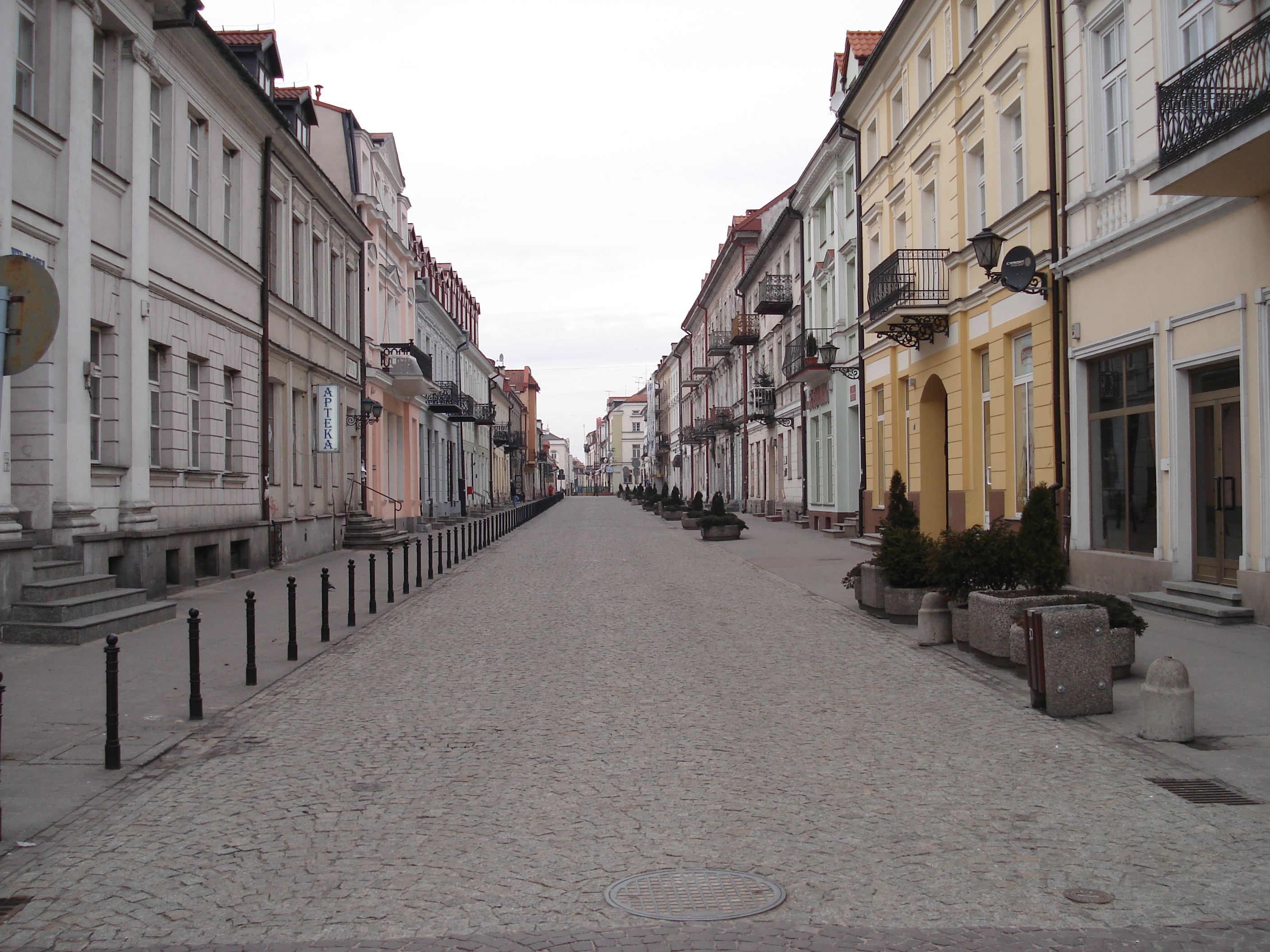
Płock

|     | Város            | Teljes népesség (2014) | Vajdaság (1750) | Vajdaság (2014) |
| --- | ---------------- | ---------------------- | --------------- | --------------- |
| 1.  | Varsó            | 1 729 119              | Mazóviai        | Mazóviai        |
| 2.  | Płock            | 122 572                | Płocki          | Mazóviai        |
| 3.  | Łomża            | 62 716                 | Mazóviai        | Podlasiei       |
| 4.  | Pruszków         | 59 796                 | Mazóviai        | Mazóviai        |
| 5.  | Legionowo        | 54 246                 | Mazóviai        | Mazóviai        |
| 6.  | Ostrołęka        | 52 792                 | Mazóviai        | Mazóviai        |
| 7.  | Skierniewice     | 48 693                 | Rawai           | Łódźi           |
| 8.  | Piaseczno        | 45 270                 | Mazóviai        | Mazóviai        |
| 9.  | Otwock           | 45 073                 | Mazóviai        | Mazóviai        |
| 10. | Ciechanów        | 44 673                 | Mazóviai        | Mazóviai        |
| 11. | Żyrardów         | 41 056                 | Rawai           | Mazóviai        |
| 12. | Mińsk Mazowiecki | 40 028                 | Mazóviai        | Mazóviai        |
| 13. | Wołomin          | 37 418                 | Mazóviai        | Mazóviai        |
| 14. | Sochaczew        | 37 333                 | Rawai           | Mazóviai        |
| 15. | Ząbki            | 32 376                 | Mazóviai        | Mazóviai        |